# Rhynchagrotis facula
Rhynchagrotis facula är en fjärilsart som beskrevs av Augustus Radcliffe Grote 1876. Rhynchagrotis facula ingår i släktet Rhynchagrotis och familjen nattflyn. Inga underarter finns listade.